# 保罗·谢尔德

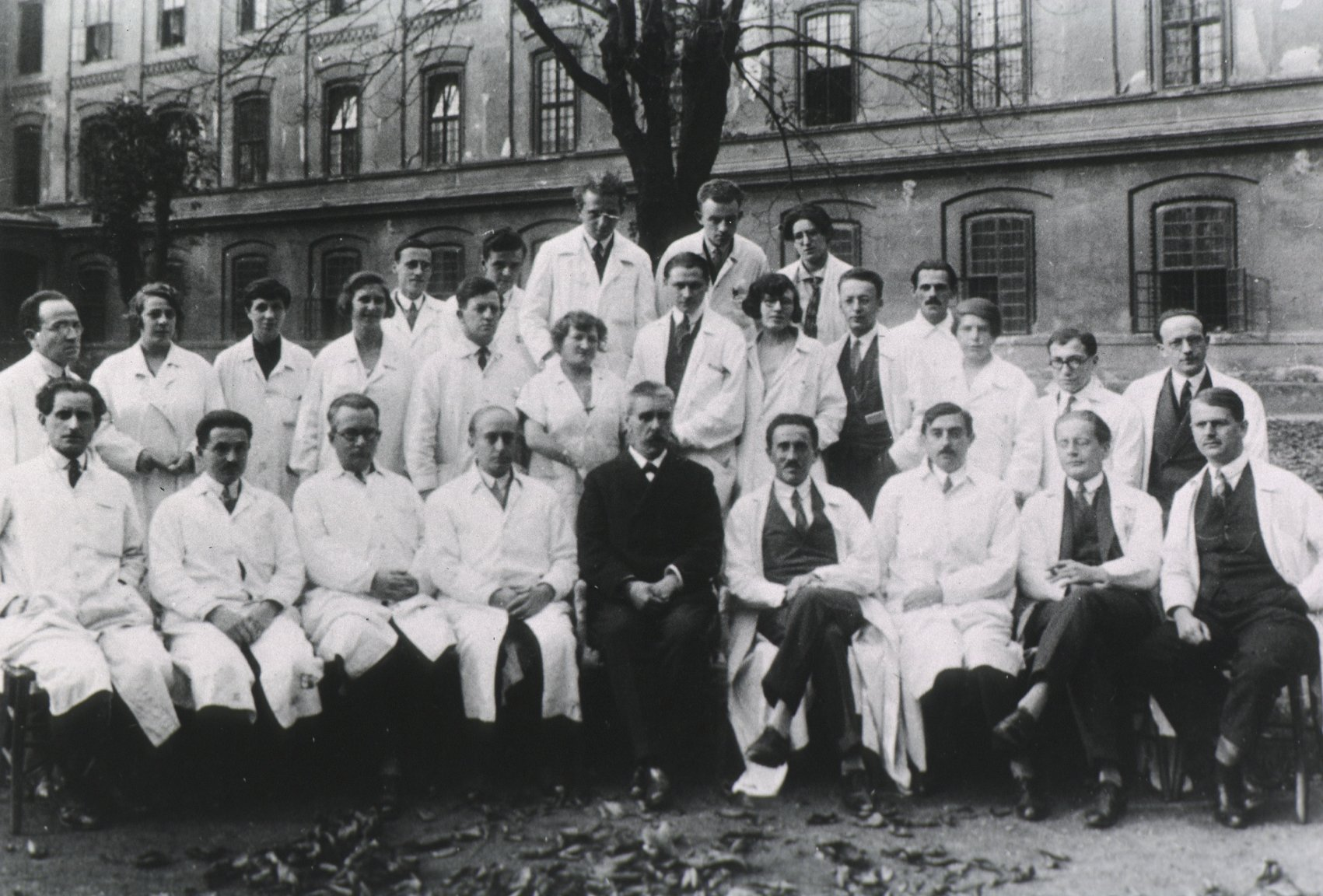
朱利葉斯·瓦格納-堯雷格與其團隊成員合影，攝於1927年；謝爾德位於前排右三位

保罗·谢尔德（英語：Paul Ferdinand Schilder，1886年2月15日—1940年12月7日），奧地利精神病学家、精神分析学家。他的主要贡献是其对“身体意象”（Body Image）的研究。他于1935年出版了《人体的形象和外表》。